# 삼국지W
《삼국지W》는 한국의 개발사 snapThinking에서 개발한 전략 시뮬레이션 웹게임이다.

## 특징
삼국지의 인물 수백명을 등용하여 성장시킬 수 있으며 실제 존재했던 인물들이 사용하던 아이템을 획득할 수 있다. 인물과 아이템 모두 TCG에서 보던 카드로 구성되어 수집에 대한 재미 또한 느낄 수 있다. 플레이어는 한 지역의 호족이 되어 각 종 관직을 노리거나 다른 호족의 영토를 공격할 수 있으며 연합 시스템을 통해 공성전을 벌이고 성을 차지할 수 있다.

## 기록
수많은 온라인 게임과 웹게임 사이에서 2년째 게임 전체 순위 100위 안에 랭크(www.gamenote.com 참조)될 만큼 큰 인기를 얻고 있다.
2013년, 게임 전체 순위 100위에서는 밀려났지만 현존하는 웹게임중에서 장수대열에 올라선 국내 웹게임으로는 유일하다.
현재까지 6개의 주 에피소드와 9개의 스페셜 에피소드가 등장했으며,
주 에피소드는 각기 2~4개의 세부 에피소드로 나뉘어 시기별로 삼국지의 등장인물을 그 시대의 활약상에 맞추어 재평가하고 있다.
주 에피소드에서 평가가 제대로 이루어지지 못한 장수는 스페셜 에피소드를 통해 등장시키거나, 유저들의 평가에 따라 재구성한 모습을 보여준다.
스페셜 에피소드의 한계에 따라, 구 에피소드의 장수들을 자체적으로 재평가를 시도하기도 하여
웹게임의 특성인 고정성을 버리고 온라인게임 형태의 가변성을 띄려한 시도가 근래에 있었다.
주 에피소드 간의 누락된 에피소드는 비사록이라는 이름으로 출시되어 나오고 있으나, 과거 출시된 에피소드에서의 장수들과 많은 편차가 존재한다는 평이 많다.
기본적인 베이스는 삼국지 연의를 기반으로 하고 있으며 부분적으로 정사의 평가를 도입하고 있다.
하지만 연의나 정사 양쪽 모두에 등장하거나 베이스가 되는 연의에서 등장하는 장수에서도 등장하지 않은 장수가 많은 편이다.
- EP1
  - 194년 난세의 시작
  - 198년 하북의 원소
  - 200년 관도대전
  - 207년 와호기신
- EP2
  - 208년 적벽대전
  - 211년 서량의 폭풍
  - 214년 유비입촉
  - 215년 합비전투
- EP3
  - 219년 삼국정립
  - 219년 번성전투
- EP4
  - 222년 이릉대전
  - 222년 삼로전투
  - 225년 남만전투
- EP5
  - 227년 출사표
  - 228년 가정전투
  - 228년 석정전투
- EP6
  - 229년 제갈량의 3차 북벌
- SP
  - 1.여인천하
  - 2.호족평론
  - 3.호족쟁명
  - 4.환생난무
  - 5.잠룡집결
  - 6.잠룡집결2
  - 7.여인천하2
  - 8.기인열전
  - 9.이민족봉기
  - 10.재인박명
- 삼국 비사록 에피소드
  - 195년 복양전투
  - 184년 황건의 난
  - 194년 강동정벌
  - 196년 완성전투
  - 203년 하북쟁탈전
  - 209년 남군전투
  - 228년 진창전투
  - 219년 정군산전

## 역사
- 1차 클로즈 베타 테스트(CBT) 2009년 7월 2일에 시작했고 7월 8일 종료했다.
- 2차 클로즈 베타 테스트(CBT) 2009년 7월 24일에 시작했고 8월 18일 종료했다.
- 정식서비스 2009년 9월 21일에 카포게임즈에서 정식 서비스가 시작하였다.
- 두 번째 서버 오픈 2009년 12월 15일에 게임하마에서 시작하였다.
- 세 번째 서버 오픈 2010년 10월 7일에 게임하마에서 시작하였다. 이름은 '청룡'.
- 네 번째 서버 오픈 2011년 7월 12일에 게임하마에서 시작하였다. 이름은 '백호'.
- 다섯 번째 서버 오픈 2011년 8월 16일에 게임하마에서 시작하였다. 이름은 '주작'.

-이후 기존서버인 '하마'의 이름이 바뀌어야한다는 주장이 나왔고 의견 조사가 이루어졌으나 유야무야 사라졌다.
- 여섯번째 서버 오픈 2012년 1월 31일에 카포게임즈에서 시작하였다. 이름은 '混'. 이때 기존 서버의 이름이 정해졌다. 이름은 '本'.
- 게임하마에서 유저들의 요청과 서버 한계, 계열사 운영의 한계에 따라 2013년 6월 4일서버를 조정하에 임의로 통합했다.
- 게임하마 서비스 종료2013년 7월 8일에 따라 통합된 서버는 '秦'서버로 이름을 바꾸고 카포게임즈에서 서비스하게 되었다.

-사실상, 게임하마가 카포게임즈에 병합된것이나 마찬가지이다.
- 일곱번째 서버 오픈 2015년 5월 28일에 다음게임즈에서 시작하였다. 이름은 '緣'

- 2016년 2월 게임사의 조급한 아이템강화 컨텐츠 업데이트 시도로 유저들의 무과금운동선언발표, 2016년 3월5일 선릉에서 유저간담회개최, 아이템강화 컨텐츠가 철회되었다.

## 평가
삼국지W에서 등장하는 인물들은 대부분 삼국지 연의를 바탕으로 만들어져있어, 일부 인물들의 능력치가 크게 왜곡되어 반영되었다고 평가 받고 있다. 그 예로 순욱의 조카로 알려진 순유가 그 중 한명이다.